# Liste der Pfarren im Dekanat Weiz
Das Dekanat Weiz war ein Dekanat der römisch-katholischen Diözese Graz-Seckau.

## Organisation
Das Dekanat Weiz umfasste neun Kirchengemeinden und ein Kuratbenefizium. Es gliederte sich in folgende Pfarrverbände:
- Anger – Heilbrunn – Puch bei Weiz
- Passail – Arzberg – Fladnitz an der Teichalpe
- Weiz – Gutenberg an der Raabklamm – St. Kathrein am Offenegg mit dem Kuratbenefizium am Tabor in Weiz

Dechantssitz war die Weizbergkirche Schmerzhafte Maria auf dem Weizberg der Stadt Weiz. Das Amt des Dechant ist vakant. Zurzeit (Dezember 2015) ist Pfarrer Mag. Johann Leitner, Pfarrer von Anger, Dekanatsadministrator. Dechant-Stellvertreter ist Pfarrer Mag. Karl Rechberger, Pfarrer von Passail.

## Liste der Pfarren im Dekanat Weiz mit Kirchengebäuden Kapellen, und Seelsorgestellen
| Ort                        | Pfarrverband                                                 | Patrozinium               | Kirchengebäude | Bild                       |
| -------------------------- | ------------------------------------------------------------ | ------------------------- | --- | -------------------------- |
| Anger (Steiermark)         | Anger – Heilbrunn – Puch bei Weiz                            | Hl. Andreas               | Pfarrkirche Anger (Steiermark)                                                                                           | Pfarrkirche Anger          |
| Arzberg                    | Passail – Arzberg – Fladnitz an der Teichalpe                | Hl. Jakobus der Ältere    | Pfarrkirche Arzberg | Pfarrkirche Arzberg        |
| Fladnitz an der Teichalpe  | Passail – Arzberg – Fladnitz an der Teichalpe                | Hl. Nikolaus              | Pfarrkirche Fladnitz an der Teichalm                                                                                     | Pfarrkirche Fladnitz       |
| Gutenberg an der Raabklamm | Weiz – Gutenberg an der Raabklamm – St. Kathrein am Offenegg | Hlgst. Dreifaltigkeit     | Pfarrkirche Gutenberg an der Raabklamm Loreto-Kirche Gutenberg an der Raabklamm, Kapelle im Schloss Gutenberg            | Pfarrkirche Gutenberg      |
| Heilbrunn                  | Anger – Heilbrunn – Puch bei Weiz                            | Mariä Heimsuchung         | Wallfahrtskirche Maria Heilbrunn                                                                                         | Wallfahrtskirche Heinbrunn |
| Passail                    | Passail – Arzberg – Fladnitz an der Teichalpe                | Hl. Vitus                 | Pfarrkirche Passail Filialkirche hl. Anna am Lindenberg                                                                  | Pfarrkirche Passail        |
| Puch bei Weiz              | Anger – Heilbrunn – Puch bei Weiz                            | Hl. Oswald                | Pfarrkirche Puch bei Weiz Filialkirche Maria Brunn am Kulm                                                               | Pfarrkirche Puch           |
| Sankt Kathrein am Offenegg | Weiz – Gutenberg an der Raabklamm – St. Kathrein am Offenegg | Hl. Katharina             | Pfarrkirche St. Kathrein am Offenegg                                                                                     | Pfarrkirche St. Kathrein   |
| Weiz                       | Weiz – Gutenberg an der Raabklamm – St. Kathrein am Offenegg | Schmerzhafte Muttergottes | Pfarrkirche Schmerzhafte Maria auf dem Weizberg Kuratbenefizium am Tabor in Weiz (Taborkirche hl. Thomas von Canterbury) | Weizbergkirche bei Weiz    |